# Trechoblemus
Trechoblemus — род жужелиц из подсемейства Trechinae.

## Описание
Вся верхняя часть тела мелко точечная и густо опушена, матовая. Вершинная бороздка надкрылий соединяется с третей бороздкой.

## Систематика
В составе рода:
- Trechoblemus lindrothi Suenson, 1957
- Trechoblemus microphthalmus Uéno, 1955
- Trechoblemus micros (Herbst, 1784)
- Trechoblemus postilenatus (H. Bates, 1873)
- Trechoblemus valentinei Suenson, 1957